# Naditu
Nadītu je bil naziv pravnega položaja žensk v babilonski družbi in sumerskih sužnjev templjev. Slednji so bili vključeni predvsem v poslovne dejavnosti in jim je bilo dovoljeno imeti v lasti nepremičnine. 
Naditu so bile večinoma ženske, ki niso živele v patriarhalnih družinskih odnosih, za katere je babilonska družba menila, da so normalni. Naditu so živele v samostanskih kompleksih, vendar so na splošno imele v teh kompleksih svoje domove in so bile neodvisne. Lahko so sklepale pogodbe, si izposojale denar in opravljale druge poslovne transakcije, ki so jih ženske običajno zavračale. Zapisi kažejo, da so bile zelo aktivne. Običajno so bile del družbene elite in pogosto iz kraljevskih družin.
Njihova finančna neodvisnost je temeljila na njihovi doti, ki je niso smele prenesti na moškega; dota je bila odškodnina, ker ženska ni bila vključena v dediščino, ki se je prenašala po patriarhalni liniji. Ni povsem jasno, ali so se naditu lahko poročile ali pa je bila ta pravica rezervirana le za naditu, ki so pripadale Mardukovim templjem. Po nekaterih virih so v Šamaševih templjih zahtevali celibat ali pa so morale vsaj ostati brez otrok, kar se odraža v pomenu besede nadītu - prah. Ko je naditu umrla, je njeno premoženje pripadlo njenim bratom ali sorodnikom.
Med nadītu je bilo veliko pisateljic. Po Epu o Gilgamešu se je pisanje pripisovalo boginjam. V Inaninem templju v Erehu (Uruk) so odkrili najzgodnejše pisalne tablice iz 4. tisočletja pr. n. št. Mnogo naditu je tam živelo kot svečenice.
Ob rekah Tigris in Evfrat je še vedno veliko templjev, v karerih so častili Inano in v katerih so aktivno služile naditu. 5000 let star tempelj v Uruku (biblijski Ereh) je največji med njimi. Tempelj stalno obnavljajo in širijo. V njem so odkrili kip ženske glave in dobro znano vazo Warka, ki je zdaj v muzeju v Bagdadu. Na vazi so reliefi s prikazi arhaične kulture boginje matere: podobe svetih lastnosti in gozdov, moški, ki pobirajo pridelke, in koze, ki označujejo simbole družbenega reda tistega časa.

## Sklic
1. ↑   Elisabeth Meier Tetlow (2004). Women, Crime and Punishment in Ancient Law and Society: Volume 1. str. 80-85.